# 西非鱗尾松鼠
西非鱗尾松鼠（Anomalurus beecrofti）是一種鱗尾松鼠屬。一些學者將牠們分類在只有牠們的細尾鼯鼠屬中。牠們分佈在安哥拉、喀麥隆、剛果共和國、剛果民主共和國、科特迪瓦、赤道畿內亞、加蓬、加納、畿內亞、畿內亞比紹、利比里亞、塞內加爾、塞拉里昂、多哥、烏干達及贊比亞。牠們棲息在亞熱帶或熱帶的低地森林及種植地。牠們的生存受到失去棲息地的威脅。